# جيرالد أو. يونغ
جيرالد أو. يونغ (بالإنجليزية: Gerald O. Young)‏ هو ضابط أمريكي، ولد في 19 مايو 1930 في شيكاغو في الولايات المتحدة، وتوفي في 6 يونيو 1990.